# Bushbury
Bushbury – dzielnica miasta Wolverhampton w Anglii, w hrabstwie West Midlands, w dystrykcie City of Wolverhampton. Leży 5 km od centrum miasta Wolverhampton. W 1931 roku civil parish liczyła 1097 mieszkańców. Bushbury jest wspomniana w Domesday Book (1086) jako Biscopesberie.